# Cryptops caucasius
Cryptops caucasius är en mångfotingart som beskrevs av Karl Wilhelm Verhoeff 1934. Cryptops caucasius ingår i släktet Cryptops och familjen Cryptopidae.
Artens utbredningsområde är:
- Kazakstan.
- Azerbajdzjan.
- Ukraina.

Inga underarter finns listade i Catalogue of Life.